# 海绵星虫
海绵星虫（学名：Spongaster tetras）为海绵盘虫科海绵星虫属的动物。分布于太平洋、大西洋、印度洋，包括东海、南海等海域。